# ハンニバル (小説)
『ハンニバル』（原題: Hannibal）は、アメリカの小説家トマス・ハリスによる1999年の小説。ハンニバル・レクターシリーズの3作目であり、完結編。FBI捜査官と逃亡中の凶悪犯の奇妙な関係を描くサイコ・スリラー。
本作は1988年の小説『羊たちの沈黙』の続編かつ完結編として執筆された。前作で主人公を務めたクラリス・スターリングが再び登場し、未だ逃亡を続ける凶悪な猟奇殺人鬼ハンニバル・レクター博士との奇妙な関係とその結末を描いている。なお、シリーズとしては2006年に前日譚として『ハンニバル・ライジング』が執筆された。
本作は刊行前からディノ・デ・ラウレンティスによって映画化権が1,000万ドルで購入されており、刊行と同時に映画化の企画がスタートした。そして2001年にアンソニー・ホプキンス演じるレクター博士が続投するという形で映画が公開された（詳細はハンニバル (映画)）。

## プロット
バッファロー・ビル事件から7年後。FBI特別捜査官クラリス・スターリングは華々しく活躍していたが、ある麻薬捜査において乳児を抱いたヤクの元締めの女をやむなく射殺する。このことでメディアのバッシングを受ける。さらに司法省の監察次官補ポール・クレンドラーは、かつてクラリスに振られた腹いせから、この件を利用して停職をちらつかせて脅迫する。クラリスの危機を知った逃走中の凶悪犯ハンニバル・レクターは彼女に慰めの手紙を書く。このことを知ったFBIは、クラリスにレクターの逮捕を命じる。
実はFBIの捜査命令の背後には、ボルティモアの大富豪メイスン・ヴァージャーの働きかけがあった。ヴァージャーはレクター事件の被害者の一人であり、生き残ったものの、四肢は麻痺し、顔の皮を剥がされた醜い姿となっていた。彼はレクターに復讐するためにその行方を追っており、莫大な懸賞金をかけたり、クレンドラーと直接取り引きを行ったりしていた。
一方、レクターはイタリア・フィレンツェにてフェル博士と名乗り、博物館の学芸員として生活していた。地元の刑事レナルド・パッツィは、フェル博士の正体が逃亡中のレクターだと気づくが、同時にヴォージャーの懸賞金も知り、私的な逮捕を試みる。レクターは彼の先祖であるパッツィ家の陰謀の故事に倣って彼を惨殺すると、ヴァージャーと決着をつけるため、アメリカへと戻る。偽名で借りたメリーランド州の邸宅にてレクターは幼少時のことを回想する。第二次世界大戦末期において妹ミーシャと孤児になってしまったレクターは、脱走兵の一団に捕まる。食料が尽きて困った彼らがミーシャを殺害して食べたことが、レクターのトラウマとなっている。そこでふとレクターはクラリスとミーシャの共通点に気づき、彼女に執着するようになる。そして自分の居場所を彼女に知らせようと鹿の密猟者を殺す。
ヴァージャーは、レクターをよく知る者として、ボルチモア精神異常犯罪者州立病院の元用務員で、レクターと親したかったバーニーを雇う。バーニーの護衛には、ヴァージャーの妹マーゴが付けられる。マーゴは筋肉隆々の女だが、幼少時には兄に恒常的にレイプされており、そのトラウマから彼に逆らえない。さらに成人後はレズビアンになったが、それを知った亡き父親により相続権を剥奪されており、金銭的にも兄への従属を余儀なくされていた。そんな彼女の狙いは兄の精子を手に入れて、恋人ジュディに子供を作らせることであり、これをバーニーに手伝わせる。さらにマーゴはバーニーに兄の殺害も依頼するが、拒否されたために彼を解雇する。
ヴァージャーとクレンドラーは、レクターはクラリスの危機に駆けつけると推測し、彼女がレクターと極秘に接触しているとの証拠を偽造し、停職処分に追いやる。これを知ったレクターは予想通りにクラリスに接触を試みたため、ヴァージャーの部下に捕まり、彼の邸宅へと連れて行かれる。一方、それを知ったクラリスはFBIの上司にレクターの追跡を要求するも断られたため、単独でヴァージャーの屋敷へと向かう。
ヴァージャーはレクターを自身の農場へと連行し、そこで凶暴なブタに生きたまま食わせ、復讐を完遂しようとする。レクターは自身の元患者で、兄とのトラウマのこともよく知るマーゴと再会すると、自分を解放し、兄を殺すように唆す。マーゴはこれを断るが、レクターは自分に罪をなすりつけろと返す。そこにクラリスが乗り込み、ヴァージャーの部下と戦闘になるが、最終的に麻酔銃によって眠らされる。その混乱を利用してレクターはブタを解放して、さらに混乱を深めさせ、最後は気を失ったクラリスを連れて農場からの脱出を果たす。一方、マーゴは兄の口にペットのウツボを突っ込ませて窒息死させ、レクターの仕業ということにする。
メリーランド州の自宅に戻ったレクターは、向精神薬や催眠術などを駆使して、クラリスの精神治療に当たる。その背後にはクラリスの中にミーシャの人格を宿らせるという目的もある。そしてクラリスは幼少時のトラウマや、不公正な社会への怒りなどから癒やされていく。その仕上げとして、レクターはマーゴの協力で拉致したクレンドラーを生きたまま脳を開き、その前頭葉を夕食としてクラリスと共に食す。クラリスもまたレクターのトラウマを知り、自身がミーシャの代わりとなることを申し出る。これをレクターは受け入れ、2人は恋人同士となって姿を消す。
エピローグ。レクターとクラリスが姿を消して3年後。マーゴより多額の口止め料をもらって世界を旅しているバーニーはブエノスアイレスにて、レクターとクラリスを目撃する。2人は、使用人を雇って邸宅で暮らしており、裕福な生活を送っていた。最後に小説は、2人はもう長く向精神薬を使わずに幸福であることや、レクターがもはやミーシャが手に入らない事実に満足していることを明かす。そして屋敷のテラスで2人が踊る場面で物語は終わる。

## 評価
本作の結末は物議を醸し、様々な反応があった。ロバート・マクラムはガーディアン紙への寄稿で「真に素晴らしいメロドラマの絶妙な満足がある」と評した。
シリーズのファンを公言するスティーヴン・キングは、本作を前2作（『レッド・ドラゴン』『羊たちの沈黙』）よりも優れていると評し、『エクソシスト』と共に現代のもっとも恐ろしい人気小説の1つだと絶賛した。
一方、カナダの小説家チャールズ・デ・リントは大いに失望したと批判し、「気色の悪いサブテキスト、つまりレクターを同情的な人物にしていること」「単に"衝撃的な"結末にするためにスターリングを非常に性格の悪い人物に変えた」と指摘している 。
前2作のファンであったマーティン・エイミスは非常に批判的であり、「ハリスは英文の連続殺人鬼であり、『ハンニバル』は散文の死体だ」と評した。
本作の初版は130万部を売り上げた。1999年の書籍売上では2位を記録した。

## 翻案作品
- 『ハンニバル』（Hannibal） - 2001年の映画。1991年の映画『羊たちの沈黙』の続編として制作される。

## 日本語版
| 出版年 | タイトル           | 出版社 | 文庫名   | 訳者   | ISBNコード                          | 備考 |
| ------ | ------------------ | ------ | -------- | ------ | ----------------------------------- | ---- |
| 2000年 | ハンニバル（上下） | 新潮社 | 新潮文庫 | 高見浩 | 978-4-10-216703-8 978-4-10-216704-5 |      |